# رالف کوبیل
رالف کوبیل (آلمانی: Ralph Kubail; ۳۰ آوریل ۱۹۵۲ – ۱۵ اوت ۱۹۸۱) قایقران روئینگ اهل آلمان بود.
وی در مسابقات کشوری و بین‌المللی در مجموع برندهٔ ۳ مدال برنز شده‌است.